# ژرمانوس (ژنرال فوکاس)

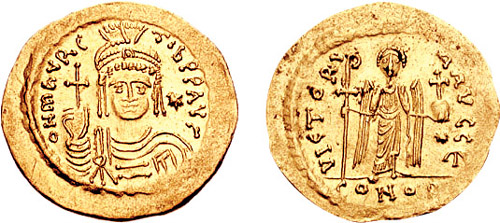
و تصاویر سکه‌های قسطنطنیه Solidus، Toupha موریکیوس

ژرمانوس (به یونانی: Γερμανός) یک فرمانده بیزانسی که به امپراتور فوکاس در مراحل اولیه جنگ ایران و روم شرقی (۶۲۸–۶۰۲) خدمت می‌کرد.

## زندگی‌نامه
ژرمانوس در زمان امپراتور موریس، در جنگی که با ایرانیها داشت پیروزیهایی بدست آورد و به این خاطر پاداشهایی نیز از او دریافت کرد.
در سال ۶۰۲ میلادی، کمی پیش از آغاز شورش علیه امپراتور موریس که فوکاس را به قدرت رساند، ژرمانوس به فرماندهی قلعه مهم و راهبردی دارا در میان‌رودان منتقل شد. او در اوایل سال ۶۰۳، لیلیوس فرستاده‌ای که فوکاس برای رساندن خبر جلوس خود بر تخت سلطنت به خسرو دوم گسیل کرده بود را ملاقات کرد. در این زمان ژرمانوس توسط یکی از سربازان تحت امرش مورد سوء قصد قرار گرفت ولی مدتی بعد بهبود یافت.
در اواخر سال ۶۰۳، نارسس، فرمانده ارشد ارتش شرقی بیزانس، علیه فوکاس شورش کرد. او نتوانست حمایت اکثریت ارتش را بدست بیاورد و ژرمانوس مأمور شد تا به او در پایگاه ادسا حمله کند. با این حال، نارسس به دنبال جلب کمک خسرو دوم بود که مشتاق فتح سرزمینهایی که در زمان موریس به بیزانس واگذار کرده بود و انتقام قتل پدرزنش امپراتور موریس را که به او کمک کرده بود تا تاج و تخت خود را در ۵۹۱ به دست آورد بود. ّژرمانوس در نزدیکی شهر ویران‌شهر با ارتش ایرانی روبرو شد، در این جنگ او به شدت مجروح شد و چند روز بعد در همان‌جا در گذشت.